# Tennistoernooi van Sydney 2001
|                                         |  |                                       |
| Martina Hingis, winnares bij de vrouwen |  | Lleyton Hewitt, winnaar bij de mannen |

Het tennistoernooi van Sydney van 2001 werd van zondag 7 tot en met zondag 14 januari 2001 gespeeld op de hardcourt-buitenbanen van het NSW Tennis Centre in de Australische stad Sydney. De officiële naam van het toernooi was Adidas International. Het was de 109e editie van het toernooi.
Het toernooi bestond uit twee delen:
- WTA-toernooi van Sydney 2001, het toernooi voor de vrouwen (7–13 januari)
- ATP-toernooi van Sydney 2001, het toernooi voor de mannen (8–14 januari)

ATP-toernooi van Sydney – WTA-toernooi van Sydney

Toernooien sinds 1990:
1990 · 1991 · 1992 · 1993 · 1994 · 1995 · 1996 · 1997 · 1998 · 1999 · 2000 · 2001 · 2002 · 2003 · 2004 · 2005 · 2006 · 2007 · 2008 · 2009 · 2010 · 2011 · 2012 · 2013 · 2014 · 2015 · 2016 · 2017 · 2018 · 2019 · 2020 · 2021 · 2022